# Len Duns
Leonard „Len“ Duns (* 26. September 1916 in Newcastle upon Tyne; † 20. April 1989 in Ponteland) war ein englischer Fußballspieler, der mit dem AFC Sunderland englischer Meister und Pokalsieger wurde.

## Karriere
Duns kam im September 1933 als Amateur aus Newcastle zum AFC Sunderland und unterschrieb im Oktober 1933 seinen ersten Profivertrag. Zu seinem Ligadebüt kam der rechte Flügelspieler am 2. November 1935 und verdrängte auf dieser Position in der Folge Bert Davies. Duns' erste Saison als aktiver Teil der Mannschaft endete mit dem Meisterschaftsgewinn 1935/36, zu dem er mit fünf Treffern in 17 Einsätzen seinen Beitrag leistete. In der folgenden Saison erzielte Duns, der vom Zusammenspiel mit Innenstürmer Raich Carter und dem Außenläufer Charlie Thomson profitierte, für einen Flügelspieler außergewöhnliche 21 Tore in 44 Spielen, darunter fünf Treffer im FA Cup, den man nach einem 3:1-Erfolg gegen Preston North End vor über 93.000 Zuschauern im Londoner Wembley-Stadion gewann. Duns hatte damit bereits im Alter von 20 Jahren die beiden wichtigsten englischen Vereinswettbewerbe gewonnen.
Mit dem Ausbruch des Zweiten Weltkriegs wurde seine vielversprechende Karriere im September 1939 jäh unterbrochen. Während des Krieges spielte er für Sunderland und als Gastspieler bei Aldershot, Brentford, Newcastle United, Notts County, Reading, West Bromwich Albion und Wrexham in 102 Partien (26 Tore) in den regionalen Wartime Leagues, bevor er mit der Wiederaufnahme der Football League seine Profikarriere 1946 bei Sunderland fortsetzte. Noch bis 1948 gehörte Duns zum Stammkader Sunderlands, bis zu seinem Karriereende 1952 wurden Einsätze dann immer seltener.

## Erfolge
- Englischer Meister: 1935/36
- Englischer Pokalsieger: 1936/37
- Charity Shield: 1936